# سبنی
سبنی (به مجاری:  Szebény) یک منطقهٔ مسکونی در مجارستان است که در ناحیه موهاچ واقع شده‌است.